# Кампотосто
Кампотосто (італ. Campotosto) — муніципалітет в Італії, у регіоні Абруццо,  провінція Л'Аквіла.
Кампотосто розташоване на відстані близько 105 км на північний схід від Рима, 22 км на північ від Л'Акуїли.
Населення — 562 особи (2014).
Щорічний фестиваль відбувається 2 липня. Покровитель — Maria Santissima della Visitazione.

## Демографія
Населення за роками:

Станом на 1 січня 2023 року в муніципалітеті офіційно проживав 31 іноземець з 12 країн, серед них 20 громадян країн Євросоюзу та 1 громадянин України.

## Сусідні муніципалітети
- Аматриче
- Капітіньяно
- Кроньялето
- Л'Аквіла
- Монтереале